# فرانشهوک
فرانشهوک (به لاتین: Franschhoek) یک شهرک در آفریقای جنوبی است که در منطقهٔ استلنبوش واقع شده‌است. فرانشهوک ۳٫۳ کیلومتر مربع مساحت و ۱۵٬۶۱۶ نفر جمعیت دارد.